# Camponotus hemichlaena
Camponotus hemichlaena é uma espécie de inseto do gênero Camponotus, pertencente à família Formicidae.